# 中国远征军 (电视剧)
《中國遠征軍》是江蘇衛視、雲南衛視在2011年首播的一部電視劇。在描述中國軍隊自甲午戰爭以來，第一次出國遠征，國軍如何在緬甸對抗日軍。劇中演繹了同古戰役、仁安羌戰役、野人山大撤退等重大軍事戰役。該劇拍攝歷時5個月，為求拍攝的真實性，使用了大量槍械、吉普車、各式裝甲車等真實器械。 

## 演員
- 黃志忠　飾　韓紹功
- 柯　藍　飾　何玉姝
- 劉小寧　飾　謝孝彰
- 張豐毅　飾　孫立人
- 譚　凱　飾　橋本隆太郎
- 岳　紅　飾　韓　母
- 李　玥　飾　羅　星
- Zuborenko Nikolay（俄羅斯） 飾史迪威
- 徐永革　飾　戴安瀾
- 李欣凌　飾　韓紹英
- 鄭　昊　飾　大　秦
- 陳天陸　飾　杜聿明
- 謝孟偉　飾　姚二林
- 郝柏傑　飾　楊　文
- 高一偉　飾　木　匠
- 王小虎　飾　徐慶東
- 賀　剛　飾　韓紹臣
- 祁曉曉　飾　李　蘭
- 由立平　飾　田　島

## 主創
- 總策劃：張田欣
- 出品人：李建、趙樹清、周莉、趙靜、余云東
- 總製片人：張麗影
- 總監製：尹欣、楊文虎、張德文、許秋芳、張海潮
- 藝術總監：張忠
- 總顧問：王在希、王中磊、張曉建、陳永光、鄭剛、龔立波
- 軍史顧問：賀新城
- 監製：張華、楊於明、楊善樸、李曉風、張踐、朱志平
- 歷史顧問：戈叔亞
- 策劃：於祥民、周任、張魯燕、譚開燕、楊晨光、羅梅、黃臻、陳雲娟、王群、李梓瑜、董明鑑
- 執行製片人：陳全胜、張彥、張魯杰、於婉琴
- 劇本統籌：許秋芳
- 編 劇：邱對
- 剪輯：戴小明
- 攝像：姜立軍、曹 進
- 美術師：馬躍千
- 視覺效果：宋雷雨
- 聲音監製：安 巍
- 作曲： 張 徵
- 製片主任：顏小革、王西華

## 收視率
(由csm数据参考而来，收视率包括全天收视指数和市场(收视)份额参数)
| 平台     | 平均收视率 | 平均市場份額 | 全年排名 |
| 浙江卫视 | 1.06       |              | 29       |

## 相關
- 國民革命軍集團軍序列
- 中國遠征軍
- 我的團長我的團（电视剧）